# 政務委員 (中華民國)
政務委員是中華民國行政院的政務官職位之一，功能相當於其他國家之「不管部部長」。該職依《中華民國憲法》設立，主要負責跨部會協調、橫向聯繫，以及特定議題、任務的推動；其官階與各部會首長同級，同時為行政院會議的當然成員，惟除兼任各部會首長者外，一般沒有所屬部會。依現行《行政院組織法》規定，政務委員定額7人至9人。

## 歷史
- 1947年12月25日，施行的《中華民國憲法》在第五十四條[1]設置不管部會之「政務委員」之職位，第五十六條規定政務委員由行政院院長提請總統任命之，第五十八條規定不管部會之政務委員得參加行政院會議。
- 1948年5月，施行的《行政院組織法》第四條規定行政院各部會首長均為政務委員，另設不管部會之政務委員5人至7人，明定政務委員的額員數。
- 2012年，施行的新版《行政院組織法》部會首長不再視為政務委員，但修訂政務委員得兼任〈行政院組織法第四條〉所列的委員會之首長[2]。
- 2014年1月，《國家發展委員會組織法》第三條明定主任委員由行政院政務委員兼任。3月，《國家科學及技術委員會組織法》第三條明定主任委員由行政院政務委員兼任。

## 人员构成
依現行《行政院組織法》第5條規定，政務委員人數為7至9人，政務委員可兼任《行政院組織法》第4條規定的委員會之主任委員，但《國家發展委員會組織法》、《國家科學及技術委員會組織法》直接規定主任委員須由行政院政務委員兼任。

## 政務委員名單

### 現任
現任政務委員共有8人，如下表：
| 姓名   | 就任日期       | 業務分工項目 | 兼職                           | 黨籍       |
| ------ | -------------- | --- | ------------------------------ | ---------- |
| 陳時中 | 2024年5月20日  | 衛生福利部、勞動部、退輔會、農業部（食安）、原民會                                                                             |                                | 民主進步黨 |
| 劉鏡清 | 2024年5月20日  | 國發會、經濟部（科技水利貿易除外）、財政部、金管會、中央銀行、公平會、內政部（國土計畫）、農業部（食安除外）、核安會、淨零碳排 | 國家發展委員會主任委員         | 無黨籍     |
| 吳誠文 | 2024年5月20日  | 國科會、教育部（產學研）、數位發展部、國防部（產業）、經濟部（科技）                                                           | 國家科學及技術委員會主任委員   | 無黨籍     |
| 陳金德 | 2024年5月20日  | 工程會、交通部、運安會、內政部（都更）、經濟部（水利）、環境部（淨零碳排除外）                                                 | 行政院公共工程委員會主任委員   | 民主進步黨 |
| 楊珍妮 | 2024年5月20日  | 經濟談判相關、經濟部（貿易）                                                                                                   | 行政院經貿談判辦公室總談判代表 | 無黨籍     |
| 季連成 | 2024年5月20日  | 內政部（災防、消防、空勤、役政、民政、移民）、海委會 （海巡）、國防部（產業除外）                                              |                                | 無黨籍     |
| 林明昕 | 2024年5月20日  | 法務部、內政部（戶政、治安、警政、人民團體跟合作事業）、通傳會、中選會、黨產會、個資籌備處                                     |                                | 無黨籍     |
| 馬永成 | 2024年12月20日 | 全社會防衛、中央政府與地方政府的事務協調、政策說明 、僑委會、陸委會、外交部、海委會（海巡除外）、文化部、故宮、交通部（觀光）  |                                | 民主進步黨 |

### 引用
1. ↑  《中華民國憲法》第54條：「行政院設院長、副院長各一人，各部會首長若干人，及不管部會之政務委員若干人。」
2. ↑  《行政院組織法》第5條：
「
行政院置政務委員七人至九人，特任。
政務委員得兼任前條委員會之主任委員。」
3. ↑  . 中華民國行政院.   [2016-05-21]. （原始内容存档于2016-06-10） （中文（臺灣））.
4. ↑  . 中華民國行政院.   [2016-05-21]. （原始内容存档于2018-08-05）.